# Altrömisches Glaubensbekenntnis
Das Altrömische Glaubensbekenntnis, auch kurz Romanum genannt, ist eines der ersten überlieferten christlichen Glaubensbekenntnisse, aus dem sich später das Nicäno-Konstantinopolitanum und das Apostolische Glaubensbekenntnis entwickelten. Ursprünglich auf Griechisch verfasst, wurde es von Rufinus von Aquileia ins Lateinische übertragen.
Ob das Romanum zwischen den Jahren 125 und 135 entstand, wird kontrovers diskutiert. Bei dem postulierten stadtrömischen Taufbekenntnis handelt es sich bei dem Text wahrscheinlich ursprünglich um das persönliche Bekenntnis des Markell von Ankyra, das, nach seiner Rezeption in der Gemeinde von Rom im 4. Jahrhundert, im Westen als „Symbolum Apostolicum“ Verbreitung fand.

## Griechische Fassung
Πιστεύω οὖν εἰς θεòν πατέρα παντοκράτορα·

καὶ εἰς Χριστὸν Ἰησοῦν, τὸν υἱὸν αὐτοῦ τὸν μονογενῆ, τὸν κύριον ἡμῶν,

    τὸν γεννηθέντα ἐκ πνεύματος ἁγίου καὶ Μαρίας τῆς παρθένου,

    τὸν ἐπὶ Ποντίου Πιλάτου σταυρωθέντα καὶ ταφέντα,

    τῇ τρίτῃ ἡμέρᾳ ἀναστάντα ἐκ τῶν νεκρῶν,

    ἀναβάντα εἰς τοὺς οὐρανούς,

    καὶ καθήμενον ἐν δεξιᾷ τοῦ πατρός,

    ὅθεν ἔρχεται κρίνειν ζῶντας καὶ νεκρούς·

καὶ εἰς τò ἅγιον πνεῦμα,

ἁγίαν ἐκκλησίαν,

ἄφεσιν ἁμαρτιῶν,

σαρκὸς ἀνάστασιν.

## Deutsche Übersetzung
Ich glaube an Gott, den Vater, den Allmächtigen.

Und an Jesus Christus, seinen Sohn, den Einziggeborenen, unseren Herrn,

    der geboren ist aus Heiligem Geist und  Maria, der Jungfrau,

    der unter Pontius Pilatus gekreuzigt und begraben wurde,

    am dritten Tag von den Toten auferstand,

  aufstieg in den Himmel und

    zur Rechten des Vaters sitzt,

    von dort wird er kommen, zu richten die Lebenden und die Toten.

Und an den Heiligen Geist,

    die heilige Kirche,

    die Vergebung der Sünden,

    des Fleisches Auferstehung.
Der einleitende Satz nennt Gott, den Vater, „den Pantokrator“ (griechisch παντοκράτορα), das heißt den Allherrscher, und Jesus seinen einziggeborenen Sohn (griechisch μονογενὴ υἱός monogene hyios).

## Lateinischer Text
Credo in Deum Patrem omnipotentem;

et in Christum Iesum filium eius unicum, Dominum nostrum,

    qui natus est de Spiritu Sancto et Maria virgine,

    qui sub Pontio Pilato crucifixus est et sepultus,

    tertia die resurrexit a mortuis,

    ascendit in caelis,

    sedet ad dexteram Patris,

    unde venturus est iudicare vivos et mortuos;

et in Spiritum Sanctum,

sanctam ecclesiam,

remissionem peccatorum,

carnis resurrectionem.

## Belege
1. ↑  Markus Vinzent, Der Ursprung des Apostolikums im Urteil der kritischen Forschung, Forschungen zur Kirchen- und Dogmengeschichte 89, Göttingen 2006, ISBN 3-525-55197-5.